# Le Guislain
Le Guislain település Franciaországban, Manche megyében. Lakosainak száma 139 fő (2022. január 1.). Le Guislain Notre-Dame-de-Cenilly, Hambye, La Haye-Bellefond, Maupertuis és Bourgvallées községekkel határos.

## Népesség
A település népességének változása:
| Lakosok száma | 229  | 163  | 141  | 115  | 122  | 128  | 135  | 143  | 146  | 139  |
|               | 1968 | 1982 | 1990 | 2006 | 2013 | 2015 | 2017 | 2019 | 2020 | 2022 |